# Dexosarcophaga jubilator
Dexosarcophaga jubilator är en tvåvingeart som först beskrevs av Harold Rodney Dodge 1968. Dexosarcophaga jubilator ingår i släktet Dexosarcophaga och familjen köttflugor.
Artens utbredningsområde är Panama. Inga underarter finns listade i Catalogue of Life.